# Milizeinheit Rovira
Die Milizeinheit Rovira war eine POUM-Milizeinheit im Spanischen Bürgerkrieg, in denen vornehmlich Deutsche bzw. Deutsch sprechende Milizionäre kämpften. Die Milizeinheit Rovira kämpfte als größte ausländische Einheit innerhalb der POUM-Columna Lenin.

## Geschichte

### Ausländische Milizeinheiten
Zu Beginn des Spanischen Bürgerkrieges entstanden verschiedene internationale Milizeinheiten, in denen auch Deutsche kämpften. Organisiert und geführt wurden die Milizeinheiten von den Parteien der Frente Popular (PCE, POUM) und von den spanischen Gewerkschaften (CNT, UGT). Neben der Gruppe Thälmann, den CNT-Milizeinheiten kämpften auch Deutsche in POUM-Milizeinheiten, wie zum Beispiel der Milizeinheit Rovira. Die Milizeinheit Rovira (Bataillon de choque Rovira) wurde nach dem POUM-Kommandeur Josep Rovira benannt. Sie war Teil der POUM-Columna Lenin, der späteren 29. Division.

### POUM-Milizeinheiten
Die erste ausländische POUM-Milizgruppe formierte sich im September 1936. Die kleinste POUM-Milizeinheit bildete die Zehnergruppe, die von einem Elften, von der POUM-Partei ernannten Gruppenführer geführt wurde. Die erste Gruppe, die Grupo International, wurde von einem Italiener befehligt. Die POUM-Milizeinheit bestand aus 50 Mann, darunter 21 Italiener, 17 Franzosen, zwei Deutsche und weiteren Freiwilligen aus sechs weiteren Ländern. Im August war die POUM-Milizeinheit maßgebend an der Eroberung des Dorfes Lecineña bei Saragossa in Aragonien beteiligt. Laut Walter Schwarz, einem KPO-Funktionär, war eine kleine Schar deutscher Freiwilliger an der Eroberung des Dorfes beteiligt.
Wegen des Zustromes weiterer internationaler Freiwilliger formierte sich aus der Grupo International bis zum Herbst 1936 die Centuria Extranjero I und die Centuria Extranjero II. Die Centuria Extranjero I wurde von einem Polen befehligt (Benjamin Lewinski?) und die Centuria Extranjero II von Georges Kopp, einem belgischen Ingenieur. Im Januar 1937 erfolgte die Formierung weiterer Centurien (Hundertschaften), der POUM-Centuria Francesca und der POUM-Centuria Ingelesa, in der auch der englische Schriftsteller George Orwell kämpfte.

### POUM-Milizeinheiten Rovira
Die größte ausländische Milizeinheit innerhalb der POUM-Columna Lenin wurde die Milizeinheit Rovira. Nach Peter Blachstein, einem Spanienkämpfer, lag die Mannstärke des Bataillons de choque Rovira zu Beginn des Jahres 1937 bei 300–400, wovon zwei Drittel Ausländer waren. Nach der Aussage des Autors George Orwell bestand das Bataillon größtenteils aus Deutschen bzw. Deutsch sprechenden Milizionären. Sie waren vornehmlich Mitglieder der KPO und SAP. Eine Kompanie des Bataillons, das aus vier Abteilungen (Sección) mit jeweils 36 Mann bestand, wurde von dem ehemaligen deutschen Fremdenlegionär Hans Reiter kommandiert. Nach einem Bericht von Andreu Castells wurde am 17. März 1937 die Kompanie bei Kämpfen um die Psychiatrische Klinik von Huesca vollständig aufgerieben. Beim Sturm auf den Hügel, auf dem sich die Klinik befand, fiel auch der SAP-Funktionär Herbert Wolf.

### Huesca-Offensive
Aufgrund der Situation in Nord-Spanien beschloss die Zentralregierung neben der Offensive in Segovia einen Angriff auf Huesca, zur Entlastung der Nord-Front. Die Huesca-Offensive begann am 12. Juni 1937 unter dem Oberkommando von Máté Zalka (General Lukacz), von der XII. Internationalen Brigade mit dem Dąbrowski-Bataillon, Garibaldi-Bataillon, ... Die Offensive wurde in einem Bereich vorgetragen, in der sich viele anarchistische Einheiten und die 29. Division der POUM befanden. Zur 29. Division gehörte auch die britische Kompanie, deren Anführer George Kopp zuvor wegen Spionage verhaftet wurde. Bei der Huesca-Offensive fielen ca. 10.000 Republikaner, wobei die Verluste unter den Anarchisten und POUM-Mitgliedern sehr hoch waren.

### Auflösung der POUM-Milizeinheiten
Die POUM-Milizen wurden im Juli 1937, nach internen Machtkämpfen sowie von bürgerkriegsartigen Auseinandersetzungen in Barcelona, aufgelöst. Viele der POUM-Offiziere und Ausländer, die der POUM nahestanden, wurden verhaftet, sofern sie nicht fliehen oder sich verstecken konnten. Die Festnahme der Ausländer erfolgte meistens dann, wenn diese unbewaffnet zum Fronturlaub nach Barcelona kamen. Oberst Rovira, der Kommandeur der Rovira Einheit, wurde ins Armeehauptquartier beordert und verhaftet, sowie der POUM-Führer Andreu Nin. Die verhafteten POUM-Führer wurden NKWD-Agenten übergeben und in geheime Gefängnisse verschleppt und gefoltert. Der größte Teil der POUM-Milizen wurde aber nach der Rückkehr von längeren Gefechten von den von Sowjet-Kommunisten kommandierten Truppen umstellt und entwaffnet. Die im Sinne der Sowjet-Kommunisten unbelasteten ausländischen Milizionäre wurden den Internationalen Brigaden zugeteilt. Aufgrund seines gänzlich unpolitischen Charakters wurde auch der deutsche POUM-Kommandeur Hans Reiter den Internationalen Brigaden zugeteilt. In den Akten der Internationalen Brigaden wird er wiederholt aufgeführt, einmal als Major der 97. Brigade Mixta, ein anderes Mal ohne nähere Angaben.